# Thiem & Töwe

Thiem&Töwe, Einband eines Prospekts 1914

Thiem&Töwe, Einband eines Prospekts 1913

Thiem & Töwe war ein in Halle (Saale) ansässiges Unternehmen, das Apparate zur Erzeugung von Benoidgas zur privaten und städtischen Energieversorgung herstellte. Das Unternehmen befand sich auf dem Grundstück Hordorfer Straße 4 in Halle, dem späteren Sitz des VEB Elektrowaren Halle und der VEB Neontechnik.

Thiem & Töwes, Fabrikantenvilla

Zeitgenössisches Plakat um 1912

Von Thiem & Töwe ausgeführte Anlage in Laage, um 1910

## Geschichte

Buchcover von 1909

Das Unternehmen wurde von Walter Thiem und Max Töwe gegründet, die 1903 ein neues Verfahren zur Erzeugung von Benoidgas entwickelten und patentiert bekamen. Die Finanzierung erfolgte maßgeblich über Thiems Vater, den Börsenmakler und Kunstsammler Adolph Thiem, der zu diesem Zweck u. a. das in seinem Eigentum befindliche Gemälde „Man with a Steel Gorget“ von Rembrandt an den US-Amerikaner Benjamin Altman verkaufte, der es später dem Metropolitan Museum of Art schenkte.
1905 hatte das Unternehmen etwa 400 Benoidgas-Maschinen im Einsatz, hauptsächlich für Einzelgebäude. In der Stadt Laage wurde die erste Anlage zur städtischen Versorgung eingerichtet. 70 Hausanschlüsse und 30 Straßenlaternen wurden von zwei Maschinen mit einer stündlichen Gaserzeugungskapazität von 23 m³ versorgt.
Im thüringischen Bad Berka wurde Thiem & Töwe 1905 mit der Einrichtung einer Gaszentrale beauftragt, mit der das alleinige Recht zur Erzeugung, Abgabe und Verteilung von Licht und Heizung auf die Dauer von 30 Jahren verbunden war. Die Stadt verpflichtete sich, keine weiteren Licht- und Heizungsanlagen auf städtischem Grund und Boden zu gestatten. Die Zentrale wurde auf dem Eckgrundstück Bachgasse / Harthstraße (heute Bachstraße 1) errichtet und ging am 1. Mai 1906 in Betrieb. Am 16. Mai wurde die mit Benoidgas betriebene Straßenbeleuchtung bestehend aus 48 Straßenlaternen eingeweiht. Bis 1911 wurden 90 private Gasanschlüsse gelegt. Im Zuge der Elektrifizierung kam es zu Auseinandersetzungen zwischen Thiem & Töwe und der Stadt Bad Berka. Um die 30-jährige Sperrfrist zu umgehen, kaufte die neugegründete Bad Berkaer Gaswerksgesellschaft das Gaswerk für die Stadt zurück, 1923 wurde die Gesellschaft aus wirtschaftlichen Gründen aufgelöst.
Im Jahr 1914 hatte das Unternehmen, inzwischen mit den Inhabern Felix Rabe und Svend Olsen, über 3000 Anlagen in Betrieb, z. B. beim serbischen Kriegsministerium in Sarajevo, in verschiedenen Amtsgerichten im Elsass und in Lothringen, beim kaiserlichen Militärbauamt in Metz und in der Kadettenanstalt in Odessa, Russland. Zu den mehrfachen Auftraggebern gehörte das preußische Ministerium der öffentlichen Arbeiten, insbesondere der Seezeichenausschuss.
Neben Benoidgas-Apparaten stellte das Unternehmen auch Scheidmaschinen (z. B. für Tabak), gasbetriebene Pumpen und Autokühler her. Außerdem wurde die Siebschlagmühle Perplex 1000 entwickelt und hergestellt. Während des Dritten Reichs fertigte ein Nachfolge-Unternehmen Ersatzteile für die Luftwaffe, der Betrieb ging später im VEB Elektrowaren und schließlich im VEB Neontechnik auf. Heute gehört das Fabrikgelände Gabriel Machemer.

### Patente
- Einreichdatum: 25. Juli 1906 Patentnummer: R.P.B.N. 150 504. Beschreibung: Carburiervorrichtung Thiem & Töwe. Halle a. Saale[9]
- Einreichdatum: 20. März 1909 Patentnummer: B. 42123. 4g. 375 464. Beschreibung: Bunsenrohr für Gasglühlichtbrenner mit innen angeordneter Umlaufkammer Thiem & Töwe. Halle a. Saale[10]
- Einreichdatum: 15. März 1915 Patentnummer: R.P.B.N. 253 414. Beschreibung: Wasserversorgungsanlage mit Druckwindkessel Thiem & Töwe. Halle a. Saale[11]
- Einreichdatum: 10. Mai 1912 Patentnummer: R.P.B.N. KL 4ь. Nr. 260594. Beschreibung: Gebläsebrenner für arme Gase, besonders für Luftgas. Thiem & Töwe. Halle a. Saale[12]

### Gaswerksanlagen
- Wasungen in Thüringen (für die Stadtbeleuchtung)[13]
- Bad Berka (für die Stadtbeleuchtung)

### Werbung durch Thiem & Töwe
„Der Mangel an Gas und Wasser hält manchen davon ab, sich nach Bedarf eine Wirkungs- oder Wohnstätte zu gründen. Außerhalb der Städte ist es um die Gas- und Wasserverhältnisse meistens schlecht bestellt. Das empfinden nicht nur die Privatleute, die abseits vom Lärm der Großstadt sich ansiedeln wollen, sondern auch die Fabriken, Hotels, Sanatorien usw., die ihre Räumem in allen Einrichtungen mit neuzeitlichem Komfort und moderner Hygiene ausstatten müssen. Jedoch kann ihnen allen geholfen werden durch eine moderne Gas- und Wasserversorgungsanlage wie sie die Benoid-Gas- und Wasserapparate der Firma Thiem & Töwe in Halle (Saale) herstellen. Die Anlagen ersetzen die städtische Gas- und Wasserleitung in jedem Falle und ermöglichen sämtliche Bequemlichkeiten, wie Beleuchten, Heizen, Kochen, Braten, Backen und Plätten mit Gas, Badeeinrichtungen, heißes und kaltes Wasser in allen Räumen, Klosettspülung usw. Benoid-Gas- und Wasseranlagen sind nicht nur im Haushalt, sondern auch in Tausenden von Fabriken, Laboratorien und anderen gewerblichen Betrieben zur Beheizung und Wasserversorgung von Maschinen usw. tätig. Die Apparate arbeiten in einer unbeschränkten Anzahl von Flammen. Zapfstellen; sie sind einfach zu installieren und lassen sich allen Verhältnissen bequem anpassen. Prospekte und Kataloge, in denen alles Nähere enthalten ist, versendet die genannte Firma kostenlos.“

Ansicht von 1914, Zeichnung aus einem Prospekt
Siegelmarken dieser Art fand man vor allem auf der Feldpost.
Die Einbußen durch das Erstarken des elektrischen Lichts konnten durch einige neue Haushaltsmittel für die Gasanlagen ausgeglichen werden.
Vorzüge durch Pumpen auch an abgelegenen Orten
Im Vorfeld des Ersten Weltkriegs belieferte Thiem & Töwe halb Europa mit seinen Anlagen.